# 흰등오리

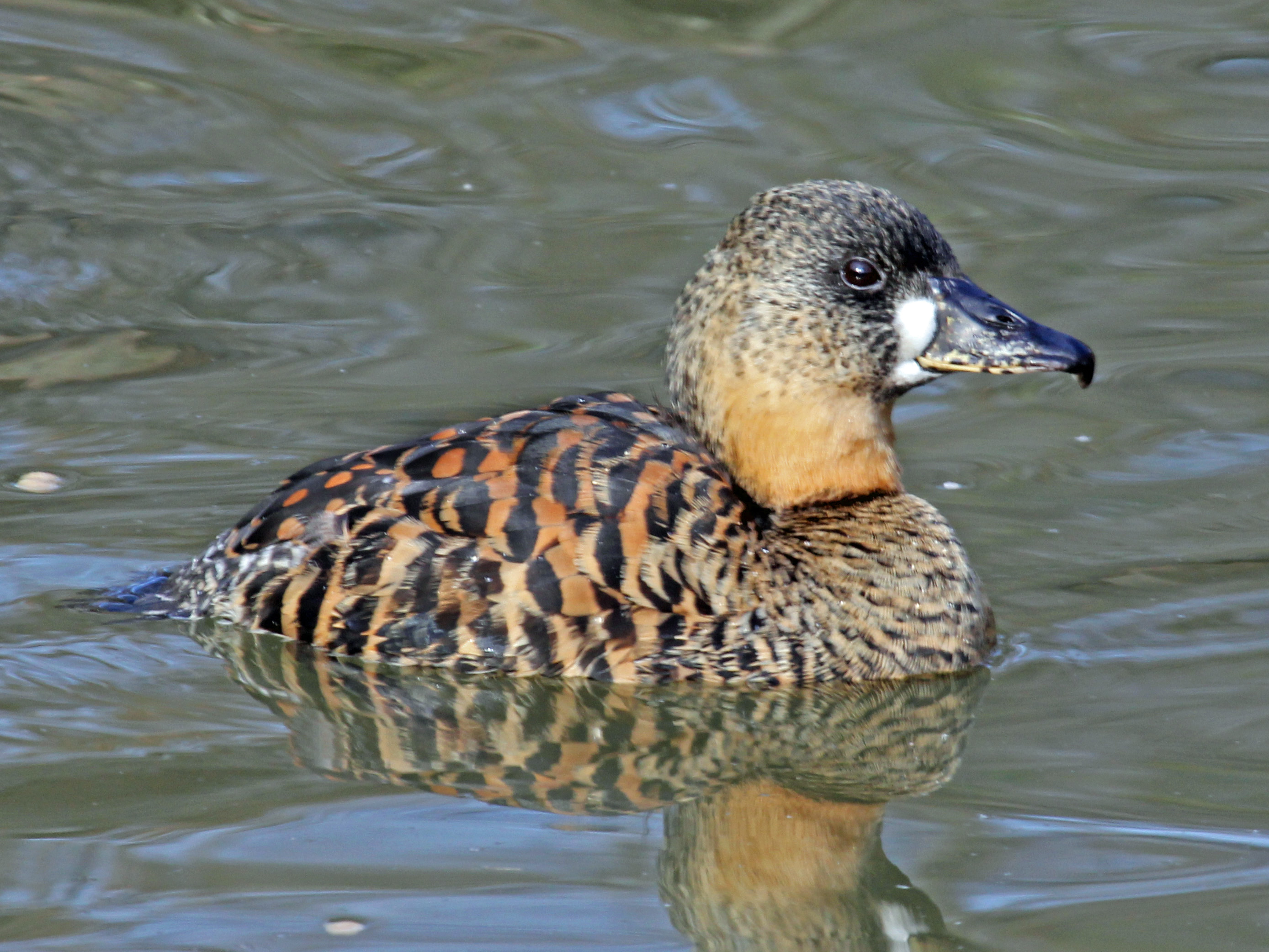
흰등오리

흰등오리(white-backed duck, Thalassornis leuconotus)는 오리과에 속하는 물새이다. 다른 모든 오리들과 구별되고 고이노리아과의 고니오리류들에 매우 밀접한 관련이 있으나, 세운꼬리오리아과의 세운꼬리오리와 일부 유사성을 보인다. 흰등오리속에 속하는 유일한 개체이다.

## 개요
이 새들은 다이빙에 잘 적응해있다. 이따금씩 최대 30초까지 물 속에 머무르는 것으로 관찰된다.

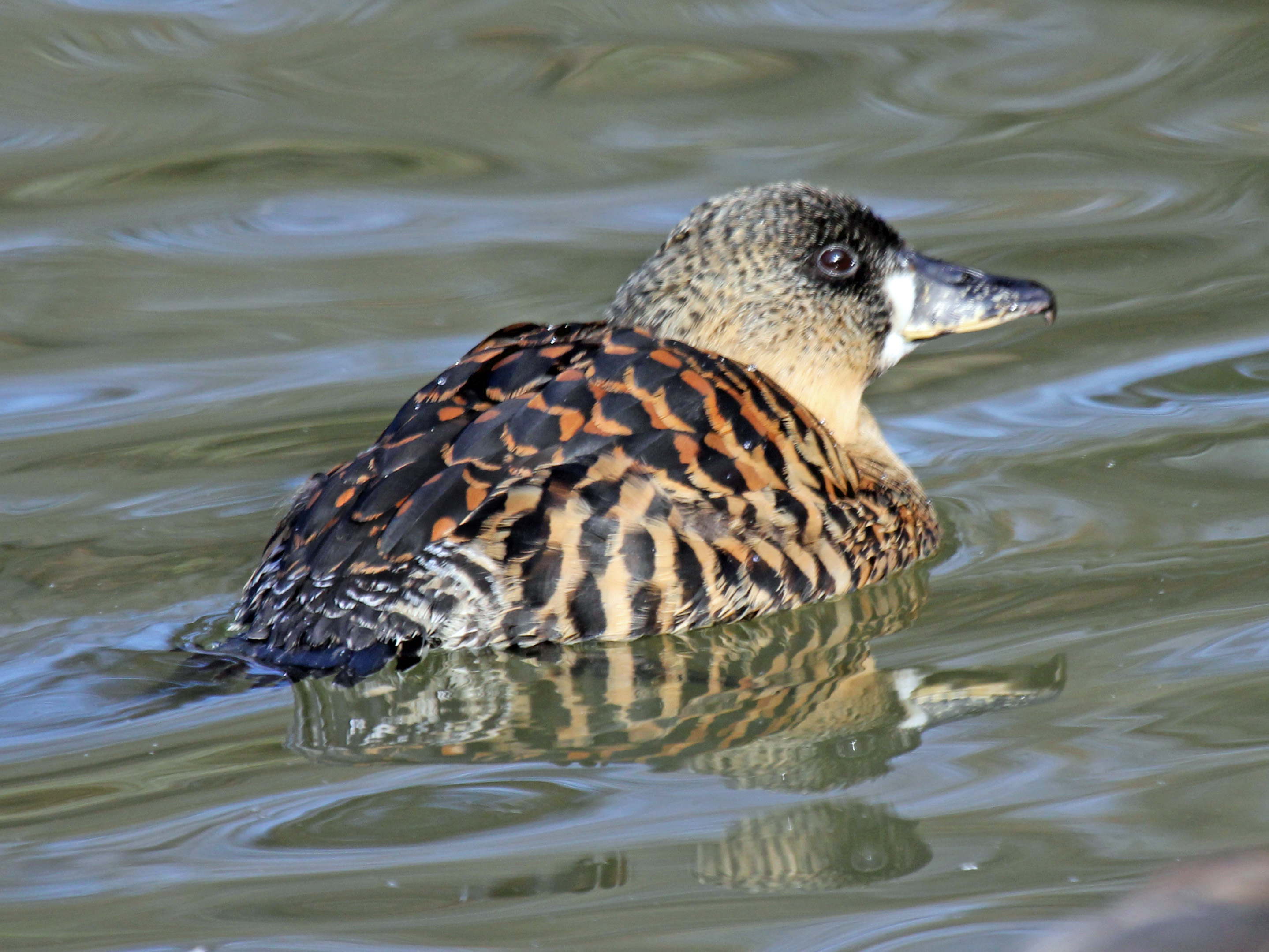
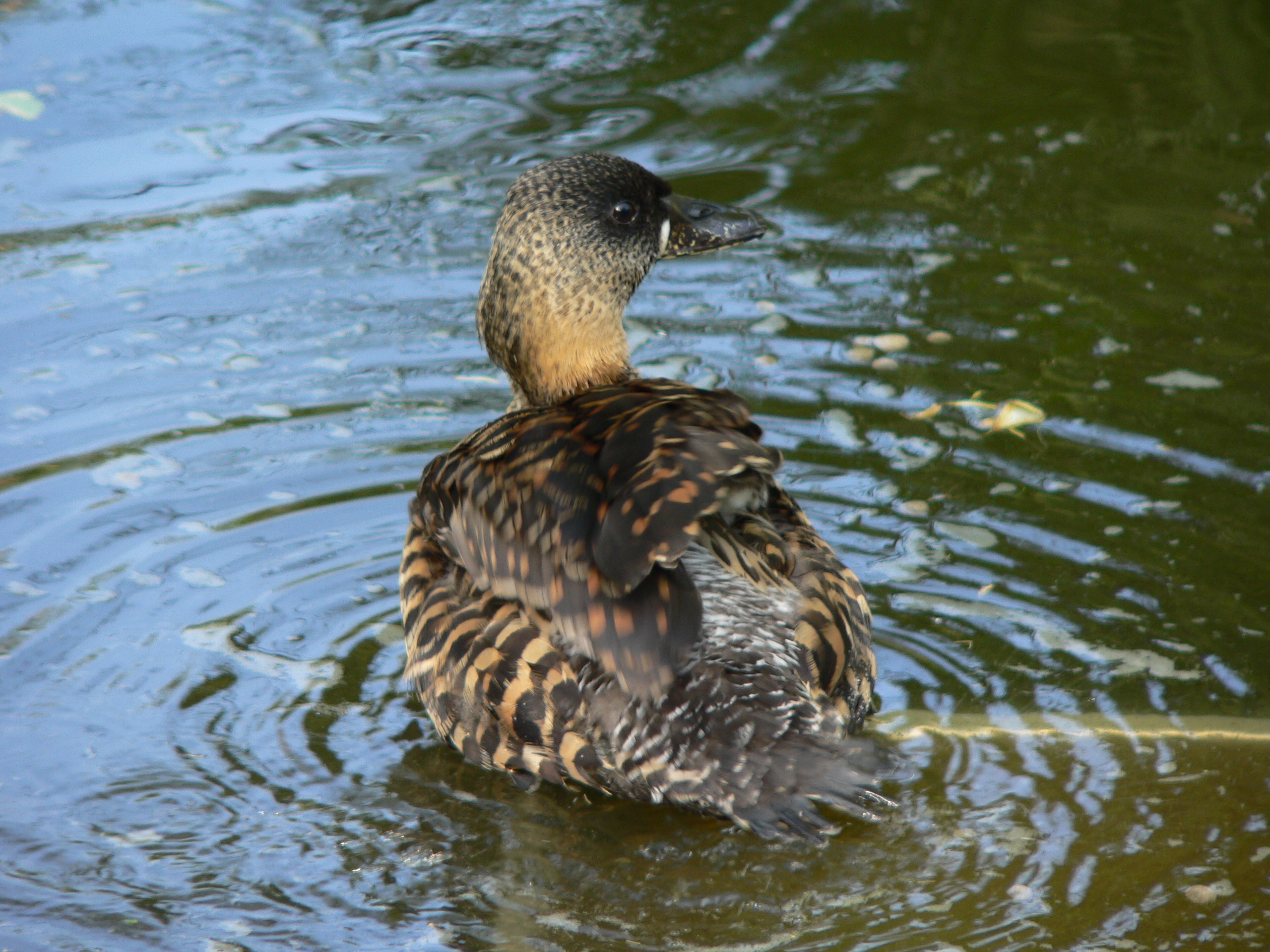
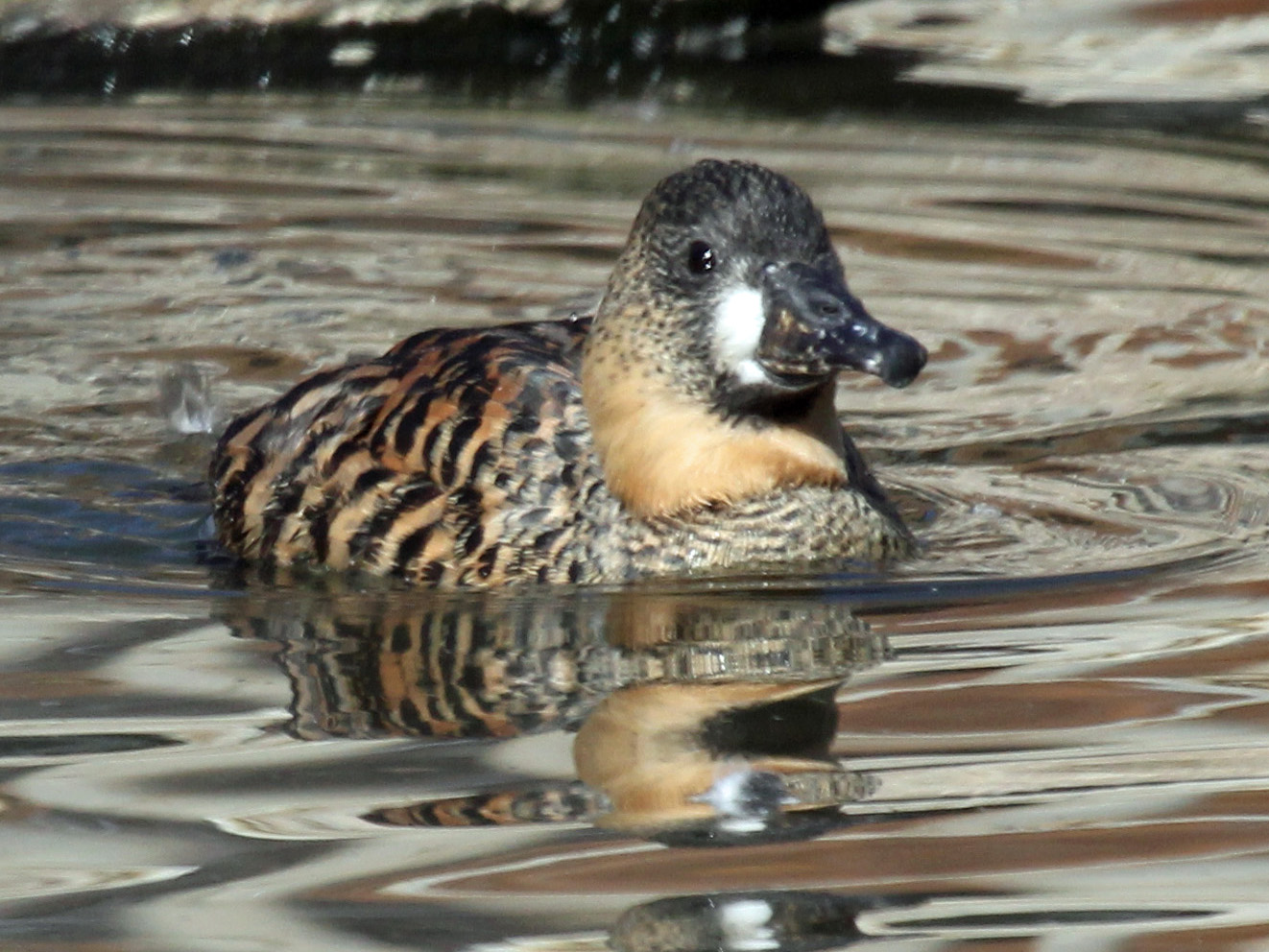
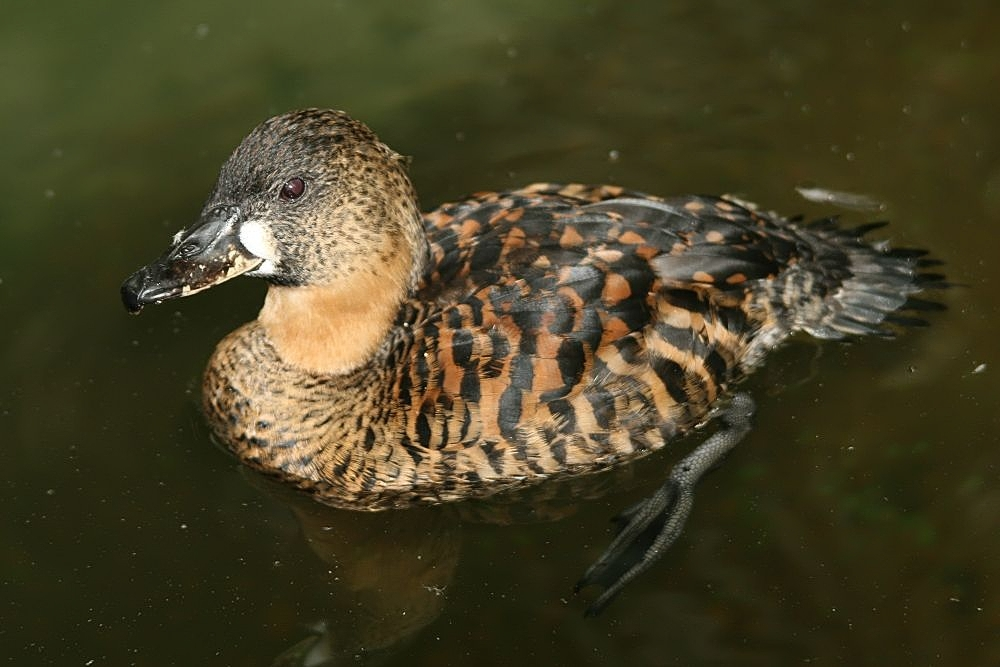
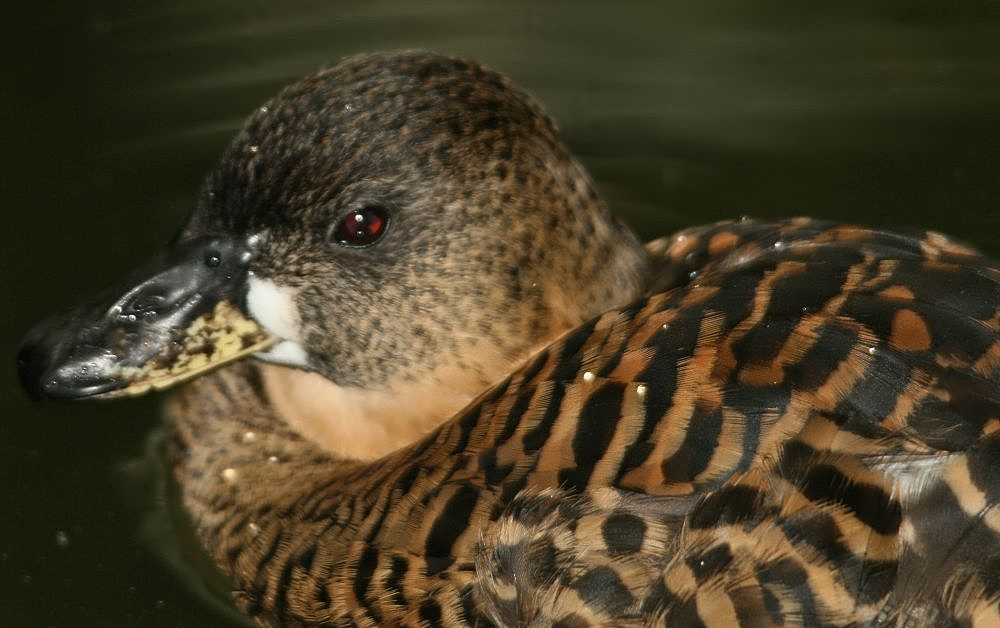

## 거주지
흰등오리는 남아프리카, 특히 서쪽으로 세네갈~차드, 동쪽으로 에티오피아, 남아프리카 공화국에 산다. 거주지는 호수, 연못, 늪, 습지로 이루어져 있으며 여기에서 포식자로부터 잘 위장한다.

## 아종
2개의 아종이 있다.
- Thalassornis leuconotus leuconotus
- Thalassornis leuconotus insularis

후자의 경우 마다가스카르에 전적으로 의존하며 살며 사냥, 거주지 소실, 외래종의 유입 등으로 인해 위기에 처해 있다.

## 참고 문헌
- Kear, J. 2005. Ducks, Geese and Swans. 2 vol. Oxford, UK: Oxford Univ. Press.
- Woolaver. L., and R. Nichols. 2006. Nesting survey of the white-backed duck at Lake Antsamaka in western Madagascar. TWSG News 15:34–37.
- Young, H. G., R. Safford, F. Hawkins, R. Rabarisoa, & F. Razafindrajao, 2006. Madagascar whitebacked duck: What is its true status? TWSG News 15:38–40.
- Delany, S., & D. A. Scott. 2006. Waterfowl Population Estimates. 4th ed. Netherlands: Wetlands International.
- Johnsgard, P. 2010 "The World’s Waterfowl in the 21st Century: A 2010 Supplement to Ducks, Geese, and Swans of the World"